# Código Penal de Francia de 1791
El Código Penal de Francia de 1791 fue un código penal adoptado durante la Revolución Francesa por la Asamblea Nacional Constituyente, entre el 25 de septiembre y el 6 de octubre de 1791. Fue el primer código penal de Francia y estuvo influenciado por el pensamiento ilustrado de Montesquieu y Cesare Beccaria.
El principio de legalidad ocupó el primer lugar en la filosofía subyacente del Código de 1791. En el espíritu de la Declaración de los Derechos del Hombre y del Ciudadano de 1789, Cesare Beccaria resumió los principios que debían ser la base del sistema procesal. En sus palabras, «todo ciudadano debe saber qué castigo debe soportar». En consecuencia, la función del juez se concibió como estrictamente distributiva: calificación de un acto e imposición de la sanción preestablecida. Este concepto fue revolucionario en 1791 y se apartaba claramente de los procesos del antiguo régimen, en que había un alto grado de arbitrariedad en la imposición de las penas. El Código de 1791 era claro a este respecto: la mayoría de las definiciones eran precisas y dejaban poco espacio a la interpretación del juez. Este principio fue reincorporado en el Código Penal napoleónico de 1810, que sustituyó a este Código.
Otra característica revolucionaria fue que el Código no se basó en la moral católica. Por ejemplo, se eliminó la prohibición contra la homosexualidad, que en esa época era condenada por medio de la figura legal de la sodomía (siendo este el primer código legal occidental que despenalizaba dicha conducta desde la  Antigüedad clásica). Su promotor, Louis-Michel le Peletier, la presentó a la Asamblea Constituyente afirmando que solo castigaba los «verdaderos crímenes», no los delitos artificiales condenados por la «superstición».
Con su promulgación, el Código Penal también entró en vigencia en los terroritorios coloniales franceses, entre ellos Saint-Domingue, que en la actualidad corresponde a la república de Haití. En los años siguientes, fue además instaurado en los territorios anexados durante las guerras revolucionarias francesas, que en la actualidad corresponden a países como Bélgica, Luxemburgo y Mónaco. De este modo, disposiciones legales como la despenalización de la homosexualidad entraron en vigencia a su vez en estos territorios.